# 대한민국 제20대 대통령 선거 정의당 후보 경선
정의당 제20대 대통령 후보 경선은 정의당의 대선 후보자 선출을 위해 실시된 경선이다. 경선 결과 심상정 후보가 대통령 선거 후보로 선출되었다. 심상정 후보는 오는 2022년 3월 9일 실시 예정인 대한민국 제20대 대통령 선거에서 정의당의 대선 후보로 입후보하게 된다.
2021년 8월 23일, 이정미 전 당대표가, 이어 8월 29일 심상정 의원이 각각 대선 출마 선언을 하였다. 8월 31일에는 황순식 경기도당 위원장이 출마를 선언하였으며, 9월 2일에는 김윤기 전 부대표가 네 번째로 출마 선언을 하였다.
10월 6일 발표된 1차 투표 결과, 과반 득표자가 나오지 않았다. 이에 따라 1위인 심상정 후보와 2위인 이정미 후보의 결선 투표 실시가 결정되었다.
10월 12일 발표된 결선 투표 결과, 심상정 후보가 51.12%를 득표하며 48.88%를 얻은 이정미 후보를 꺾고 정의당의 후보자로 확정되었다. 심상정 후보의 수락 연설과 여영국 대표의 축하사를 끝으로 경선이 종료되었다.

## 일정
- 9월 10일 ~ 9월 1일: 경선 후보자 등록
  - 10월 1일 ~ 10월 5일: 온라인 투표
  - 10월 6일: ARS 투표
- 10월 6일: 1차투표 결과 발표
  - 10월 7일 ~ 10월 11일: 온라인 투표
  - 10월 12일: ARS 투표
- 10월 12일: 결선투표 결과 발표

## 후보자
| 정의당 제20대 대통령 선거 경선 후보 | 정의당 제20대 대통령 선거 경선 후보 | 정의당 제20대 대통령 선거 경선 후보                                                          | 정의당 제20대 대통령 선거 경선 후보 | 정의당 제20대 대통령 선거 경선 후보 |
| 후보                                | 생년                                | 경력                                                                                         | 비고                                |                                     |
| ----------------------------------- | ----------------------------------- | -------------------------------------------------------------------------------------------- | ----------------------------------- | ----------------------------------- |
| 이정미                              | 1966년                              | 제4대 정의당 대표 제20대 국회의원                                                            | 결선투표 진출                       |                                     |
| 김윤기                              | 1974년                              | 제6대 정의당 부대표                                                                          |                                     |                                     |
| 황순식                              | 1977년                              | 제5·6대 경기도 과천시의회 의원                                                               |                                     |                                     |
| 심상정                              | 1959년                              | 제5대 정의당 대표 前 정의당 원내대표 제17·19·20·21대 국회의원 정의당 제19대 대통령 선거 후보 | 결선투표 진출 최종 후보자 선출      |                                     |

## 개표 결과

### 1차 투표
| 순위 | 이름   | 온라인 투표 | ARS 투표 | 총 득표 | 비고          |
| 순위 | 이름   | 득표율      | 득표율   | 득표율  | 비고          |
| ---- | ------ | ----------- | -------- | ------- | ------------- |
| 1    | 심상정 | 4,248       | 1,185    | 5,433   | 결선투표 진출 |
| 1    | 심상정 | 43.83%      | 55.48%   | 46.42%  | 결선투표 진출 |
| 2    | 이정미 | 3,785       | 651      | 4,436   | 결선투표 진출 |
| 2    | 이정미 | 39.01%      | 30.48%   | 37.90%  | 결선투표 진출 |
| 3    | 김윤기 | 1,286       | 162      | 1,448   |               |
| 3    | 김윤기 | 13.27%      | 7.58%    | 12.37%  |               |
| 4    | 황순식 | 329         | 57       | 386     |               |
| 4    | 황순식 | 3.39%       | 2.67%    | 3.30%   |               |
| 합계 |        |             |          |         |               |

10월 8일, 당원투표 결과 과반 득표자가 없어 심상정, 이정미 전 대표 간의 결선투표가 치러지게 되었다.

### 결선투표
| 순위 | 이름   | 온라인 투표 | ARS 투표 | 총 득표 | 비고      |
| 순위 | 이름   | 득표율      | 득표율   | 득표율  | 비고      |
| ---- | ------ | ----------- | -------- | ------- | --------- |
| 1    | 심상정 | 4,573       | 1,471    | 6,044   | 후보 확정 |
| 1    | 심상정 | 49.17%      | 58.30%   | 51.12%  | 후보 확정 |
| 2    | 이정미 | 4,728       | 1,052    | 5,780   |           |
| 2    | 이정미 | 50.83%      | 41.70%   | 48.88%  |           |
| 합계 |        |             |          |         |           |

## 같이 보기
- 대한민국 제20대 대통령 선거
- 대한민국 제20대 대통령 선거 더불어민주당 후보 경선
- 대한민국 제20대 대통령 선거 국민의힘 후보 경선
- 대한민국 제20대 대통령 선거 국민의당 후보 선출